# Ancylopoda
Ancylopoda — це група травоїдних ссавців із ряду Perissodactyla, які мають довгі, вигнуті та розщеплені кігті.